# Downburst

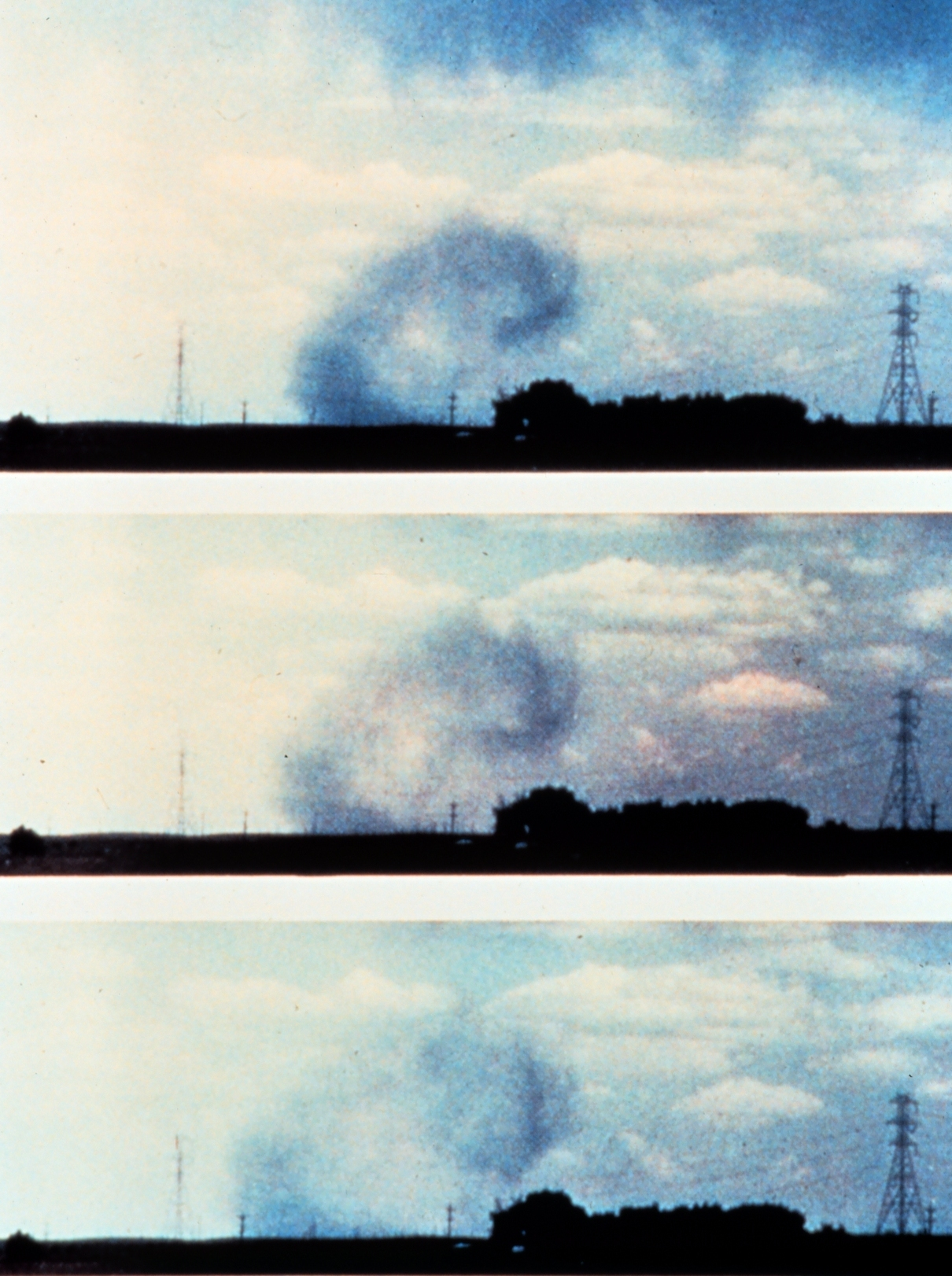
Trockener Microburst, sichtbar durch am Boden aufgewirbelten Staub

Ein Downburst ist eine schwere Fallböe, die meist bei Gewittern auftritt, aber auch bei Schauern vorkommen kann. Hierfür sind zwei verschiedene Mechanismen verantwortlich, die aber auch kombiniert auftreten können. Im Fall der eigentlich thermischen Downbursts wird der Abwind so stark beschleunigt, dass eine konzentrierte Böe wie ein „Sack“ aus dem Niederschlagsbereich ausfällt und am Boden auseinanderläuft, wobei die Windgeschwindigkeit mit zunehmender Entfernung vom Auftreffpunkt wieder abnimmt. Ursache für die Beschleunigung ist hier meist eine trockene Luftschicht im mittleren Wolkenniveau, in welcher einfallender Niederschlag verdunstet und die Luft durch Verdunstungskälte abkühlt und somit den Abwind beschleunigt. Zur Kühlung trägt ferner schmelzender kleiner Hagel bei. Der zweite Mechanismus führt zu dynamischen Downbursts, indem durch konvektive Umlagerung ein Starkwindfeld in größerer Höhe bis in Bodennähe heruntergemischt wird. Dieser sogenannte Impulstransport tritt vor allem auf der Rückseite winterlicher Sturmtiefs im Bereich hochreichend labil geschichteter Kaltluftmasse auf.

Schematische Darstellung eines nassen Microbursts

Downbursts sind häufig für schwere Schäden verantwortlich, die lokal jene von mäßig starken Tornados erreichen können, aber in ihrer Summe diese noch übertreffen, da die geschädigte Fläche größer ist. Eine besondere Gefahr stellen Downbursts für den Luftverkehr dar, wenn das Flugzeug in den Downburst gerät. Die Auswirkungen sind denen einer Wirbelschleppe sehr ähnlich, die Ursache jedoch eine andere. Nach einer Reihe schwerer Unglücksfälle in den 1970er und 1980er Jahren wurden Downbursts intensiv erforscht und entsprechende Detektions- und Warnsysteme in Flugzeugen und auf Flughäfen installiert.
Die erste Beschreibung von Downbursts geht auf Tetsuya Theodore Fujita zurück, der sie 1974 entdeckte und 1978 nachweisen konnte.

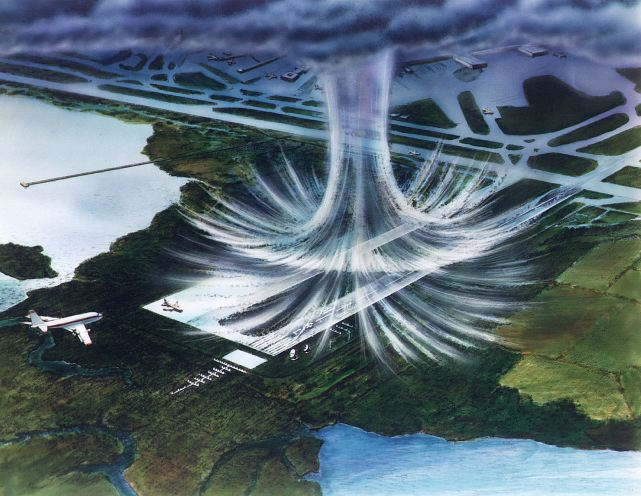
Zeichnerische Darstellung eines Microbursts

## Arten
Es wird in erster Linie zwischen nassen und trockenen Downbursts unterschieden. Nasse Downbursts sind plötzlich auftretende und sehr starke Abwinde im Bereich einer Gewitterzelle, die in kurzer Zeit äußerst viel Regen bringen und deren Winde auch zerstörerische Kräfte entwickeln können. Liegt die Wolkenuntergrenze hoch und ist die Luftschicht darunter hinreichend trocken, kann der Niederschlag auf dem Weg zum Boden komplett verdunsten und es tritt dann ein trockener Downburst auf. Diese Bedingungen sind vor allem in Steppenklimaten (z. B. High Plains der USA) gegeben, in Europa hingegen vergleichsweise selten, dort treten sie am ehesten in Südeuropa (Zentralspanien) auf. Aufgrund des geringen Niederschlags sind trockene Downbursts oft fast unsichtbar, was ihre rechtzeitige Erkennung (Gefahr für Luftverkehr, s. o.) erschwert.
Downbursts sind zusätzlich je nach Wirkungsbereich und Dauer unterteilt in Microbursts (0,4 bis 4 km, 5 bis 15 min) und Macrobursts (mehr als 4 km, bis 60 min). Der Starburst stellt eine Spezialform dar, bei der die absackende Luft nahezu senkrecht auftrifft und ein radiales Schadensmuster erzeugt.

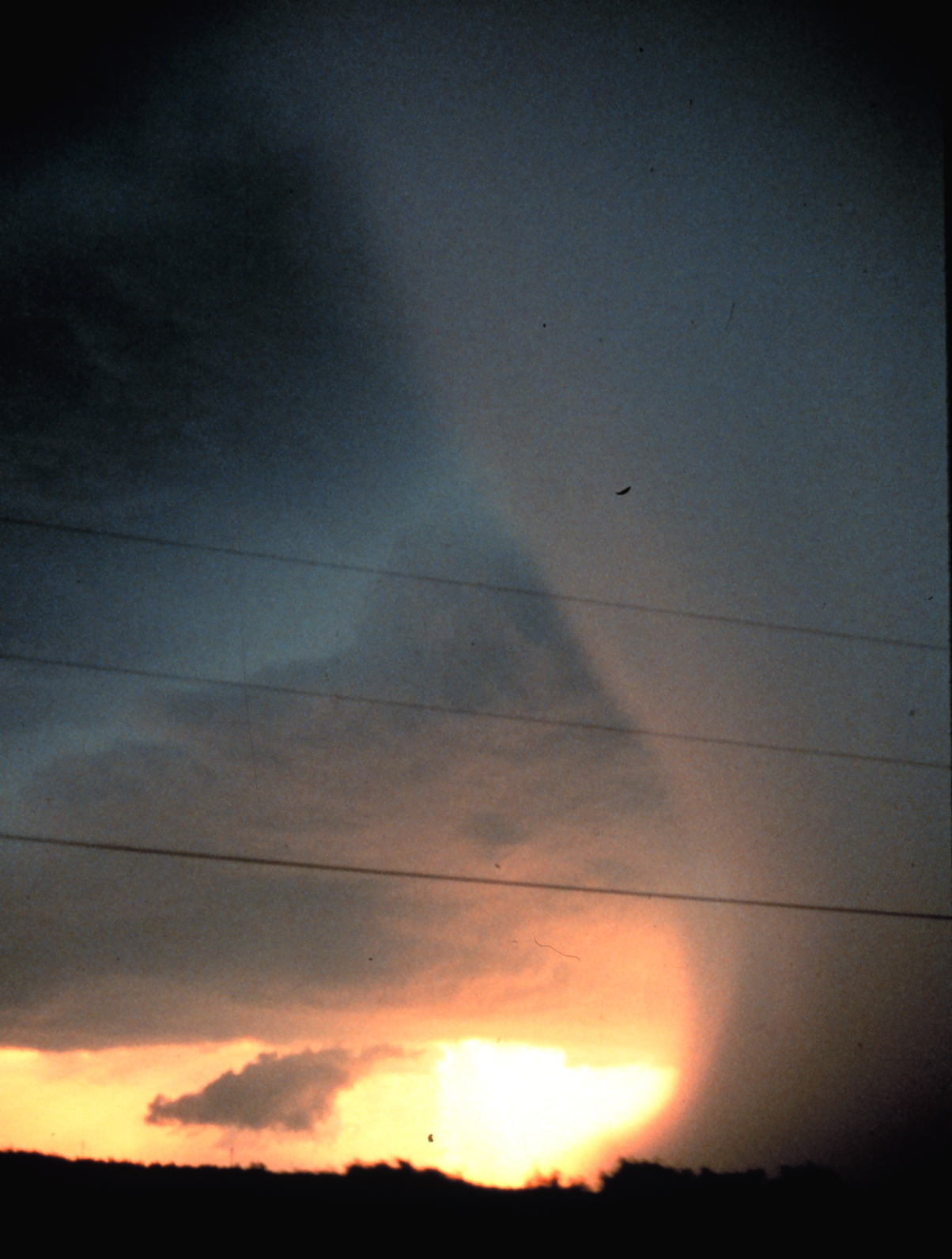
Nasser Downburst in Gestalt eines Niederschlagsvorhangs mit Ausfließen am Boden

## Schäden

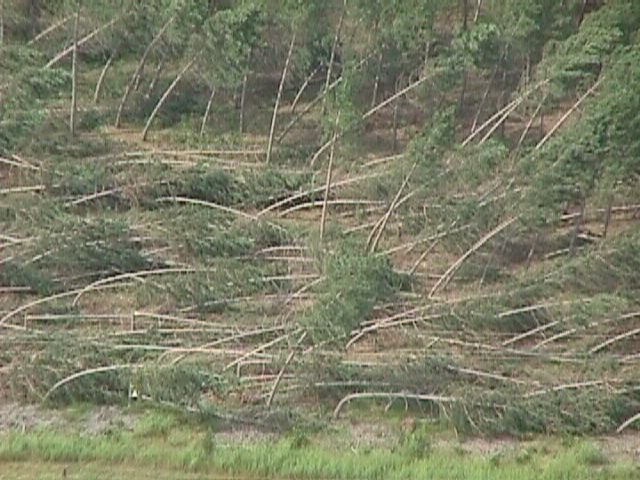
Schaden an Bäumen

Downbursts zeigen sich im Schadensbild oft durch flächenhafte Schäden, in Wäldern oft Bruch-, Wurf- und Druckschäden. Letztere überwiegen am Ende einer Schadensstelle, die auch schneisenförmig sein kann. Der Mehrzahl von Downburstschäden sind die einheitlichen Fallrichtungen (Wald) gemeinsam, wobei Abweichungen von Fallrichtungen meist geländebedingt sind und auf Verwirbelung beruhen. Eine gängige Theorie geht von den stärksten Schäden zu Beginn einer Schadensstelle aus, die sich als so genanntes „Ausfließen“ abschwächen.
Im Zweifelsfall einer Schadensanalyse ohne Augenzeugen ist der Fall eines Downbursts eher anzunehmen als der eines Tornados, da sie weitaus häufiger vorkommen. Downbursts und Tornados werden jedoch häufig verwechselt.

## Klassifizierung
Die Klassifizierung von Downbursts erfolgt nach der Fujita-Skala; in Europa ist daneben auch die doppelt so feine TORRO-Skala gebräuchlich. Laut TorDACH zählt eine schwere Fallbö ab 119 km/h, also Beaufort 12 (F1 bzw. T2) als Downburst. Schwächere Fälle kommen zu häufig vor und verweichen daher die Statistik, weshalb man sie nach dieser Definition nicht mit einschließt. Für die wesentlich selteneren Tornados gilt dagegen als Untergrenze 65 km/h (Beaufort 8), also F0 bzw. T0.

## Auftreten
Downbursts können überall auftreten, wo hochreichende Feuchtekonvektion auftritt. In den mittleren Breiten findet man einen Tagesgang, welcher dem der Gewittertätigkeit folgt, also mit einem Maximum am frühen Abend. Im Jahresgang ist für Mitteleuropa ein Hauptmaximum in den Sommermonaten zu verzeichnen, das vermutlich von thermischen Downbursts dominiert ist. Im Winterhalbjahr findet sich ein zweites schwächeres Maximum, welches mit den dann verstärkt auftretenden Sturmzyklonen in Verbindung gebracht werden kann und vorzugsweise dynamischer Genese (Impulstransport) ist.

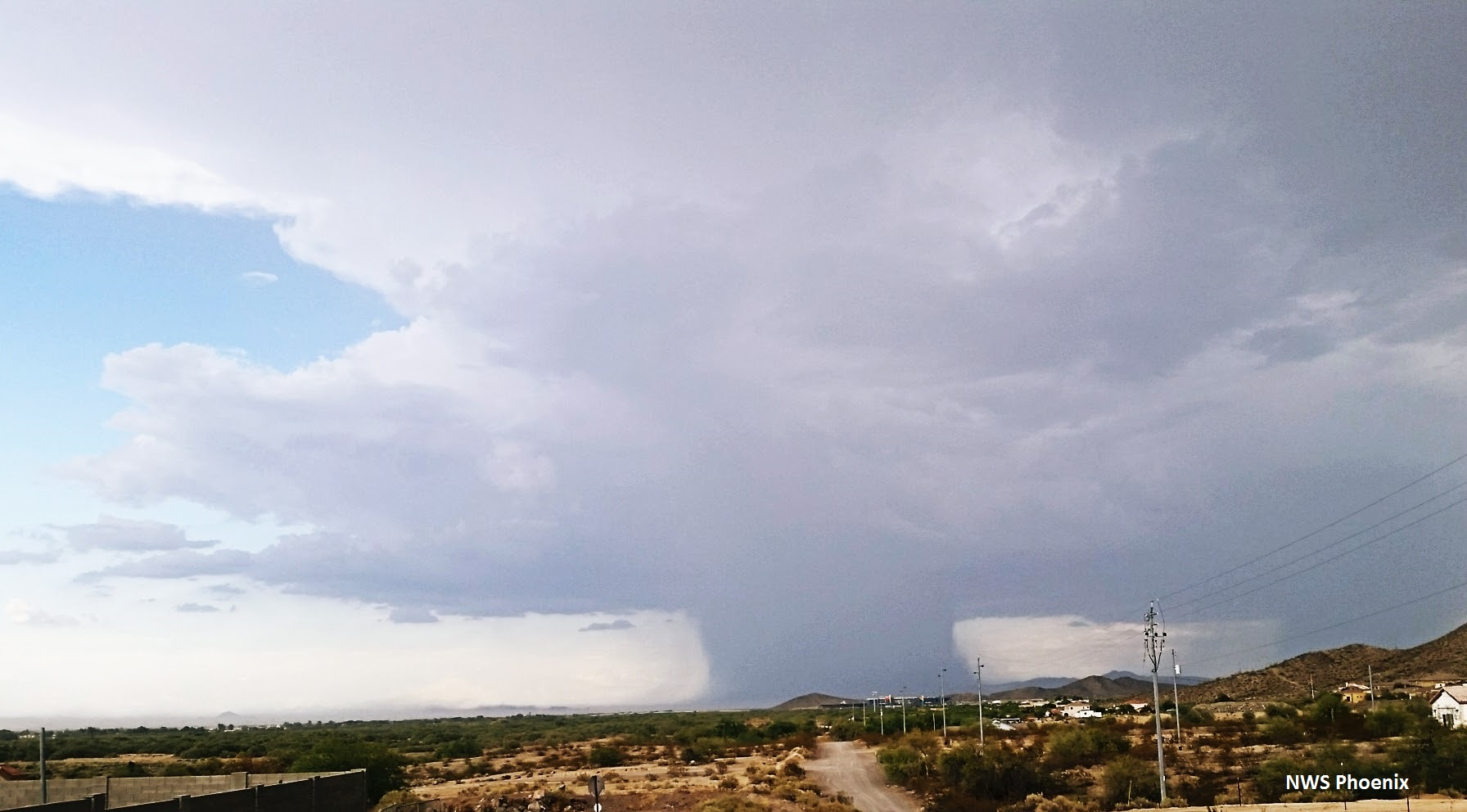
Ein Downburst in Arizona